# Stenopogon alamoensis
Stenopogon alamoensis är en tvåvingeart som först beskrevs av Martin 1968.  Stenopogon alamoensis ingår i släktet Stenopogon och familjen rovflugor. Inga underarter finns listade i Catalogue of Life.